# David McCreery
David McCreery (Belfast, 16 de setembro de 1957) é um ex-futebolista norte-irlandês que atuava como meia.

## Carreira
David McCreery fez parte do elenco da Seleção Norte-Irlandesa de Futebol, da Copa do Mundo FIFA de 1982 e 1986.